# Doryda (Azja Mniejsza)

Krainy historyczne Azji Mniejszej

Doryda – część starożytnej Grecji obejmująca wyspy Rodos, Kos, część wybrzeża Karii (historycznej krainy południowo-zachodniej Azji Mniejszej) i inne mniejsze wyspy znajdujące się w regionie. Były to tereny zasiedlone w okresie wieków ciemnych przez Greków mówiących dialektem doryckim. Na północ od Dorydy na wybrzeżu Azji Mniejszej leżały inne krainy zamieszkane przez Greków mówiących dialektami jońskim i eolskim: Jonia i Eolia. Największe polis Dorydy tworzyły związek sześciu miast – heksapolis.
Nazwa Doryda pojawia się u Pliniusza i Klaudiusza Ptolemeusza, Tukidydes natomiast pisze o mieszkających tam Grekach: "Dorowie sąsiedzi Karyjczyków".

## Osadnictwo greckie w Dorydzie

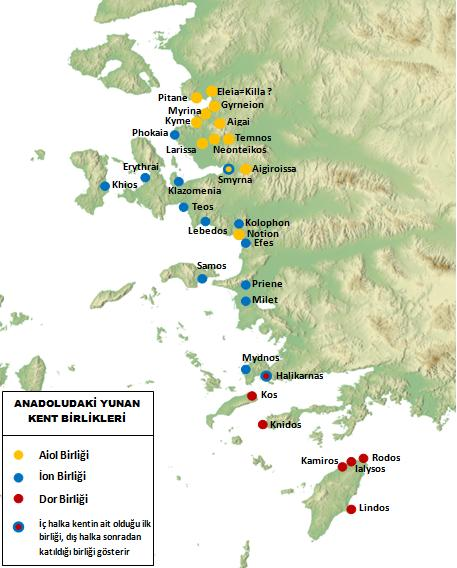
Związki greckich polis w Azji Mniejszej. Kolorem żółtym oznaczono miasta eolskie, niebieskim jońskie, czerwonym doryckie heksapolis.

Ślady obecności Greków (bądź greckich wpływów wśród miejscowej, karyjskiej ludności) na wyspach Rodos i Kos pochodzą jeszcze z czasów mykeńskich, podobnie jak na pobliskim fragmencie wybrzeża Azji Mniejszej, w miejscu gdzie później powstało Knidos. Czas pojawienia się Dorów szacuje się na podstawie znalezisk archeologicznych, na X-IX wiek p.n.e. na Kos oraz na ok. 900 p.n.e. na Rodos (czyli okres ciemnych wieków). Stare Knidos (miasto zmieniło lokalizację w IV wieku p.n.e.) oraz Halikarnas zostały zasiedlone przez Greków najpóźniej w VIII wieku p.n.e., możliwe, że wcześniej. Poza Knidos, gdzie w czasach klasycznych silne było przekonanie o lacedemońskich korzeniach miasta, pozostałe polis zachowały tradycje o przybyciu ich założycieli z Argolidy, co zdają się potwierdzać rozpowszechnione później w regionie kulty charakterystyczne dla tej krainy.
Knidos było najsilniejszym miastem regionu. Wraz z pozostałymi znaczącymi ośrodkami Dorydy, czyli Kos, trzema polis z Rodos (Lindos, Ialissos, Kamejros) i Halikarnasem  tworzyło tzw. Heksapolis, związek sześciu miast, organizujący wspólne igrzyska doryckie ku czci Apolla. W V wieku p.n.e. Halikarnas był już poza związkiem. Według Herodota, pochodzącego z tego miasta, stało się tak na skutek złamania przez przedstawiciela Halikarnasu tradycji obowiązującej na igrzyskach. W mieście tym pierwiastek dorycki był najsłabszy, w V wieku p.n.e. posługiwano się tu najczęściej dialektem jońskim, a spory procent populacji stanowili miejscowi Karyjczycy.
W Dorydzie istniały też mniejsze greckie ośrodki. Na półwyspie (z gr. Chersonez) stanowiącym południowo-zachodni skraj Karii, leżącym naprzeciw Rodos, znajdowały się małe osady oraz ośrodki wyznawców kultów o charakterze uzdrowicielskim (np. świątynia Hemiteji w Kastabos). Od IV wieku p.n.e. rejon ten należał do polis Rodos, wcześniej być może do Knidos. Halikarnas otaczały do IV wieku p.n.e. małe miasteczka, lecz zamieszkane przez ludność nie-grecką – Lelegów. Kiedy około 360 p.n.e. Mauzolos zmuszał Karyjczyków do osiedlania się w miastach, powstały tu dwa ośrodki o charakterze greckich polis – nowe Myndos i Theangela (zwana też Syangelą, które zostały przez Trojzenę w Argolidzie (według tradycji miasto macierzyste pobliskiego Halikarnasu) uznane za jej kolonie. Dalej na wschód od Halikarnasu znajdowało się kilka ośrodków, lecz były to prawdopodobnie głównie osady karyjskie, które częściowo przejmowały kulturę grecką (być może za pośrednictwem osiedlających się w nich grup Greków).